# Eleccions regionals de Sardenya de 1957
Les eleccions regionals per a renovar el Consell Regional de Sardenya se celebraren el 16 de juny de 1957. La participació fou del 86,8%.
| ← Eleccions regionals de Sardenya, 1957 →  |         |        |        |
| Partits                                    | vots    | %      | escons |
| Democràcia Cristiana Italiana (DC)         | 278.304 | 41,7%  | 31     |
| Partit Comunista Italià (PCI)              | 116.997 | 17,6%  | 13     |
| Partit Socialista Italià (PSI)             | 63.524  | 9,5%   | 6      |
| Partit Monàrquic Popular (PMP)             | 60.006  | 9,0%   | 6      |
| Partit Sard d'Acció (PSd'Az)               | 40.214  | 6,0%   | 5      |
| Partit Nacional Monàrquic (PNM)            | 38.867  | 5,8%   | 4      |
| Moviment Social Italià (MSI)               | 33.628  | 5,0%   | 3      |
| Partit Socialista Democràtic Italià (PSDI) | 18.162  | 2,7%   | 1      |
| Partit Liberal Italià (PLI)                | 18.129  | 2,7%   | 1      |
| Total                                      | 667.831 | 100,00 | 70     |

Font Web del consell regional de Sardenya